# Удобно-Покровский
Удобно-Покровский — хутор в Отрадненском районе Краснодарского края. Входит в состав Малотенгинского сельского поселения. 

## Географическое положение
Хутор расположен на правом берегу реки Большой Щеблонок, в 22 км к северо-востоку от центра сельского поселения — станицы Малотенгинская и в 28 км к юго-востоку от районного центра — станицы Отрадная. 

## Население
| 2002 | 2010 |
| ---- | ---- |
| 1    | ↘0   |